# PV Волос Вероники
PV Волос Вероники (лат. PV Comae Berenices) — двойная затменная переменная звезда типа W Большой Медведицы (EW) в созвездии Волос Вероники на расстоянии (вычисленном из значения параллакса) приблизительно 1636 световых лет (около 502 парсек) от Солнца. Видимая звёздная величина звезды — от +13,15m до +12,45m. Орбитальный период — около 0,2979 суток (7,1496 часа)*.

## Характеристики
Первый компонент — жёлтый карлик спектрального класса G. Радиус — около 1,71 солнечного, светимость — около 1,966 солнечной. Эффективная температура — около 5102 K.
Второй компонент — жёлтый карлик спектрального класса G.